# Лафлін (Пенсільванія)
Лафлін (англ. Laflin) — місто (англ. borough) в США, в окрузі Лузерн штату Пенсільванія. Населення — 1451 особа (2020).

## Географія
Лафлін розташований за координатами 41°17′23″ пн. ш. 75°47′39″ зх. д. / 41.28972° пн. ш. 75.79417° зх. д. (41.289622, -75.794211).  За даними Бюро перепису населення США в 2010 році місто мало площу 3,50 км², уся площа — суходіл.

## Демографія
Згідно з переписом 2010 року, у селищі мешкало 1487 осіб у 625 домогосподарствах у складі 438 родин. Густота населення становила 425 осіб/км².  Було 647 помешкань (185/км²).
Расовий склад населення:
| - 94,8 % — білих - 5,0 % — азіатів |

До двох чи більше рас належало 0,2 %. Частка іспаномовних становила 0,5 % від усіх жителів.
За віковим діапазоном населення розподілялося таким чином: 19,5 % — особи молодші 18 років, 58,6 % — особи у віці 18—64 років, 21,9 % — особи у віці 65 років та старші. Медіана віку мешканця становила 47,6 року. На 100 осіб жіночої статі у селищі припадало 89,2 чоловіків;  на 100 жінок у віці від 18 років та старших — 91,8 чоловіків також старших 18 років.
Середній дохід на одне домашнє господарство  становив 98 810 доларів США (медіана — 77 250), а середній дохід на одну сім'ю — 119 548 доларів (медіана — 95 625). Медіана доходів становила 55 625 доларів для чоловіків та 48 542 долари для жінок. За межею бідності перебувало 2,7 % осіб, у тому числі 2,2 % дітей у віці до 18 років та 1,3 % осіб у віці 65 років та старших.
Цивільне працевлаштоване населення становило 766 осіб. Основні галузі зайнятості: освіта, охорона здоров'я та соціальна допомога — 36,3 %, роздрібна торгівля — 13,4 %, фінанси, страхування та нерухомість — 8,6 %, транспорт — 7,0 %.